# District de Kasaragod
Le district de Kasaragod (en malayalam: കാസറഗോഡ് ജില്ല, Kasargod jilla) est l'un des quatorze districts de l'État du Kerala, en Inde. La principale ville du district est Kasar(a)god, qui en est également le chef-lieu.

## Histoire
Le district a été créé le 24 mai 1984 en séparation du district de Kannur, duquel il constituait deux taluks (Kasaragod et Hosdurg). Bien avant, le territoire du district a constitué un taluk du Sud Canara, un district de l'État de Madras (Présidence de Madras durant la colonisation britannique), et a été détaché lors de la réorganisation des états indiens en 1956, pour être annexé au Kerala nouvellement formé (district de Malabar, puis de Kannur à partir de 1957).
A la fin des années 1990, plus de 10 000 personnes ont été intoxiquées par les épandages sur les cultures, d'un pesticide organochloré, l'endosulfan. En 2001, les médias ont révélé le scandale, et la population a manifesté activement pour réclamer l'interdiction de l'endosulfan, jusqu'à ce que le gouvernement indien décide de l'interdiction de l'Endosulfan en 2012.

## Démographie
La population a un taux d'augmentation de 8,58 % par rapport au recensement de 2001 et de 12,37 % par rapport à 1991. 12 % de la population a moins de 7 ans. La population urbaine représente 38,94 % de la population.

## Galerie

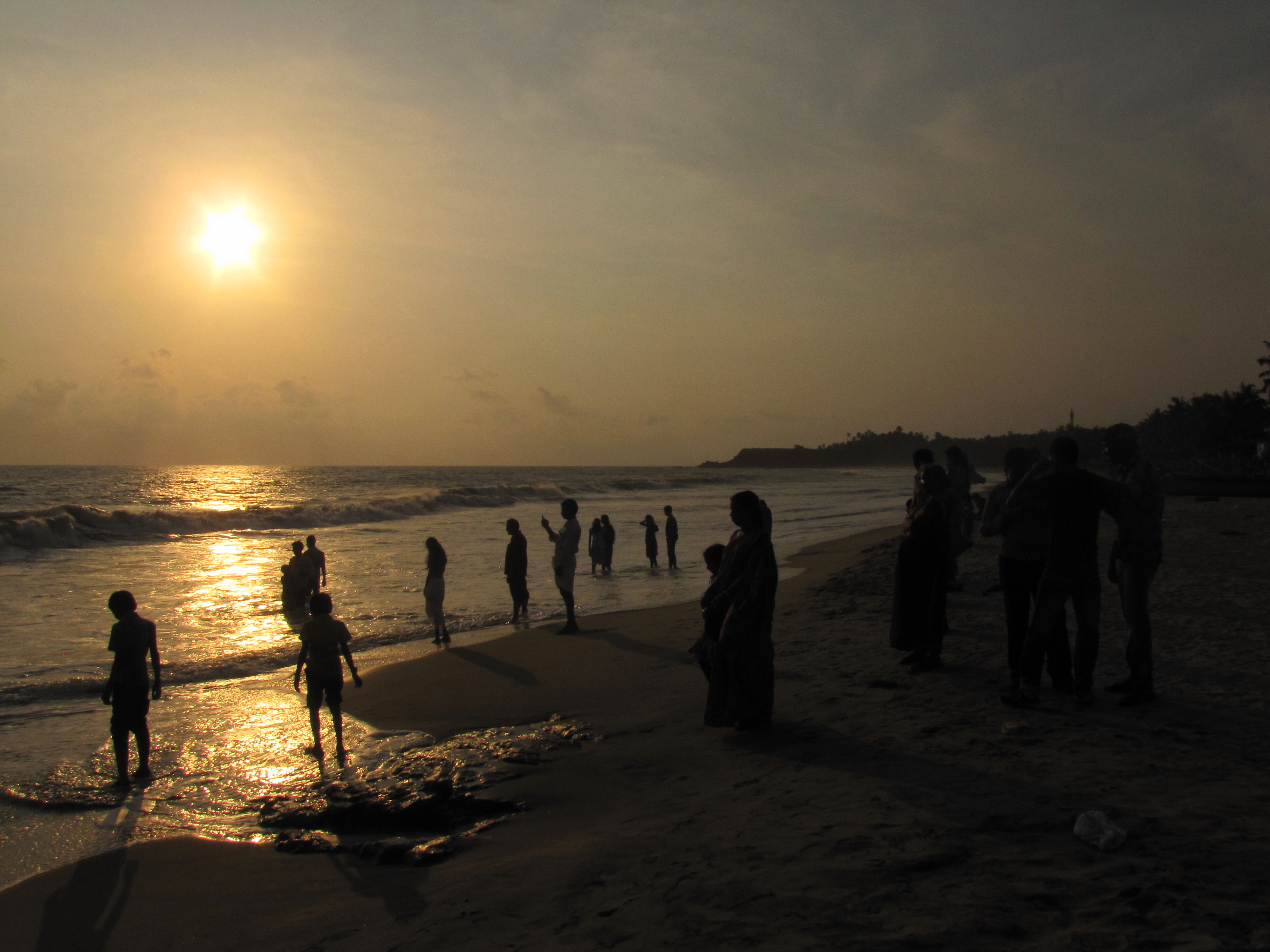
La plage de Thrikkannatu.
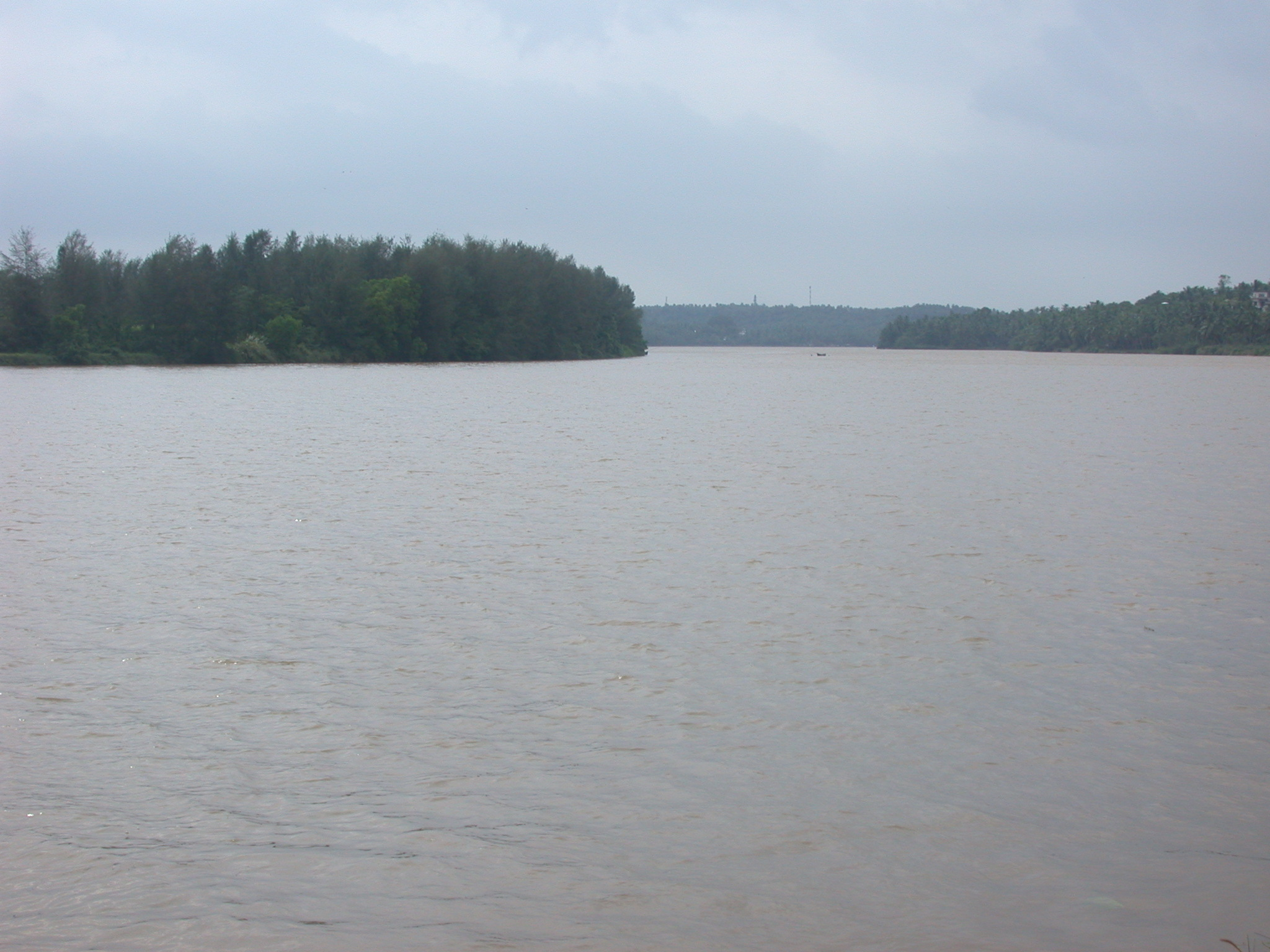
La Chandragiri.
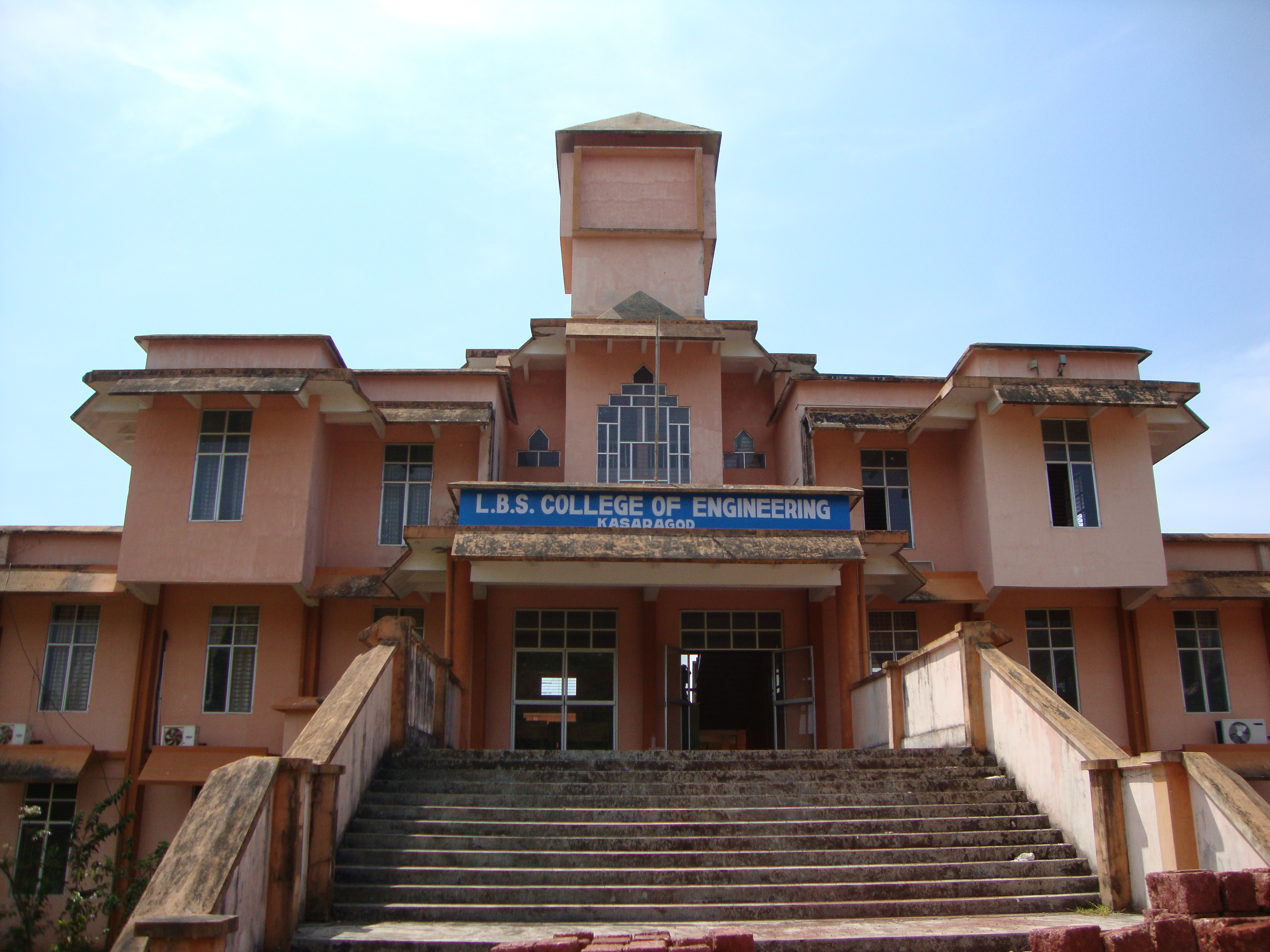
L'école d'ingénieurs Lal Bahadur Shastry à Kasargod.
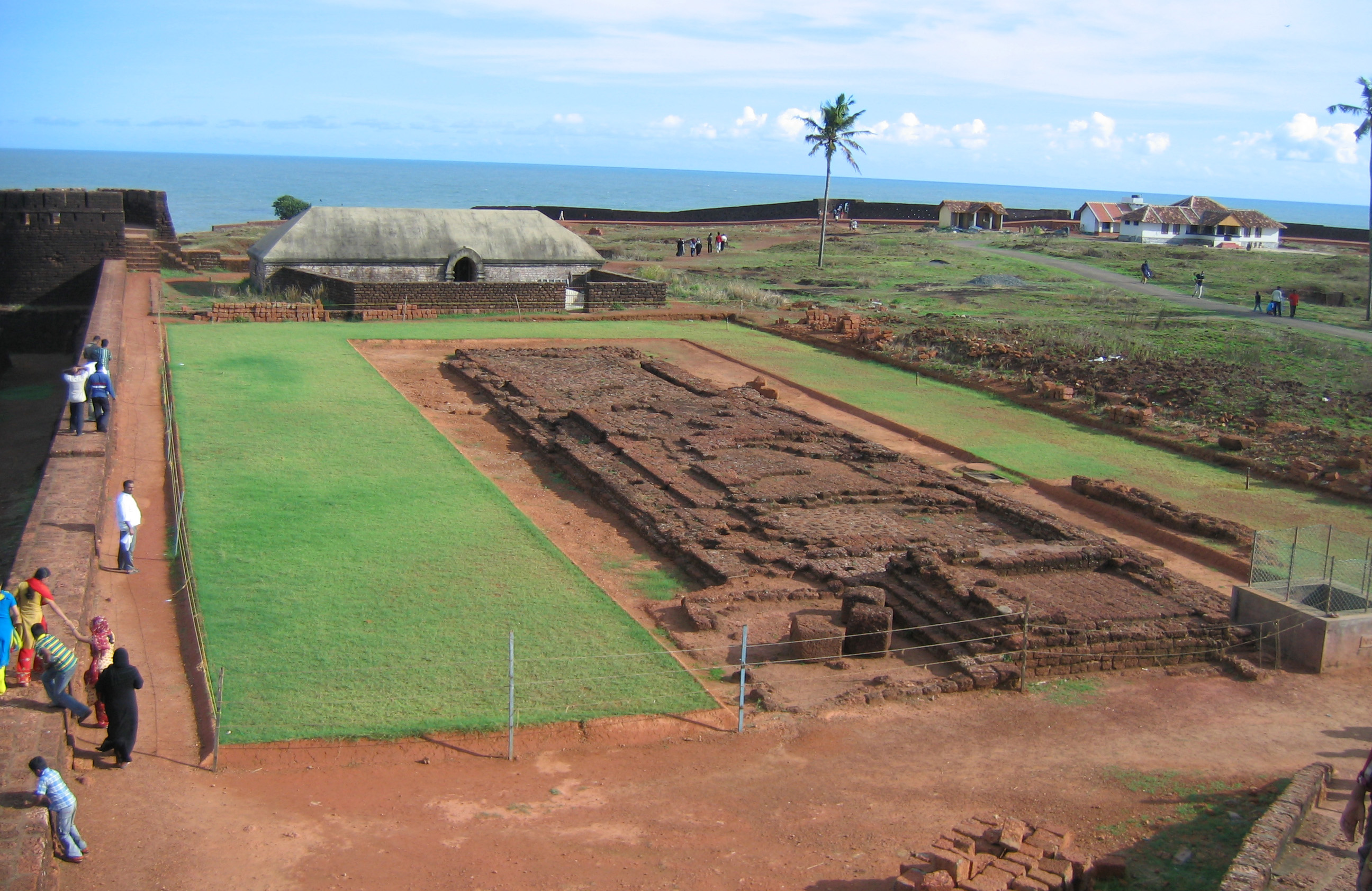
Le fort de Bekal à Kasaragod.